# Eutoea
Eutoea là một chi bướm đêm thuộc họ Geometridae.